# Berenguer d’Anglesola

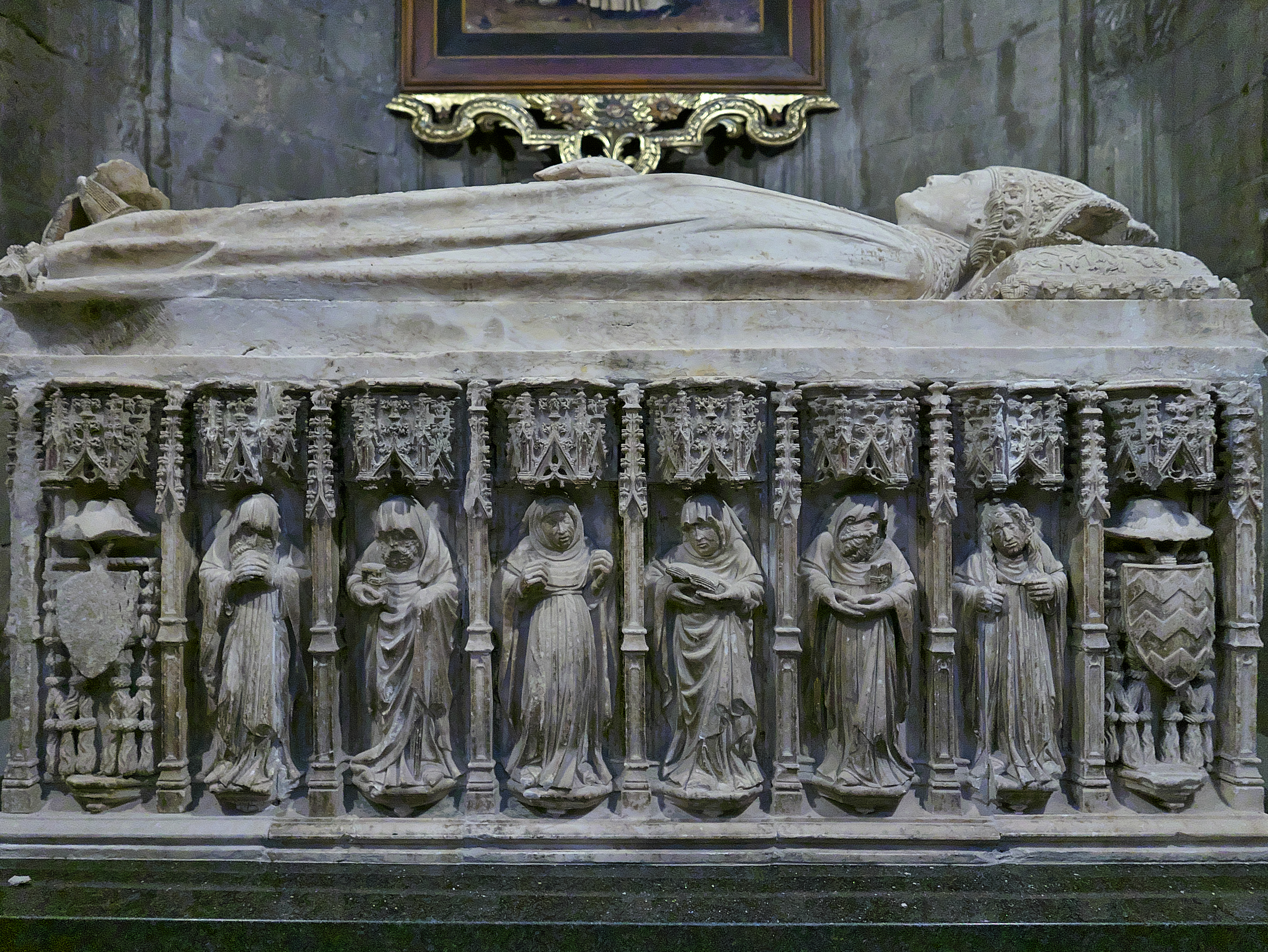
Grab von Kardinal Berenguer d’Anglesola in der Kathedrale von Girona

Berenguer d’Anglesola (spanisch Berenguer de Anglesola; * 14. Jahrhundert in Girona; † 23. August 1408 in Perpignan) war Bischof von Huesca und ab 1384 Bischof von Girona. Er war Pseudokardinal des Gegenpapstes Benedikt XIII. aus Avignon.

## Leben und Werk
Berenguer d’Anglesolas Vorfahren stammten aus dem Gebiet der „Baronia d’Anglesola“ (heutige Provinz Lleida), die 1056 von Ramon Berenguer I. mit dem Ziel der Rückeroberung und Wiederbesiedlung des von den Sarazenen besetzten Landes im Segre-Tal eingerichtet wurde. Er war als Zivil- und Kirchenrechtler ausgebildet. König Peter IV. von Aragon setzte sich 1381 für ihn ein, so dass er Kanoniker an der Kathedrale von Lleida wurde. Im darauf folgenden Jahr wurde er Domherr in Girona. Im Mai 1382 schlug Peter IV. ihn für eine hohe Stellung in der Verwaltung der kirchlichen Güter und Einnahmen in Lleida („Pabordia de Lleida“) vor. Im Januar 1383 wurde er zum Bischof des Bistums Huesca eingesetzt. Im Oktober 1384 wurde er an den Bischofssitz von Girona versetzt, wo er 1386 durch Erzbischof García Fernández de Heredia von Saragossa zum Bischof von Girona geweiht wurde. Berenguer d’Anglesola ordnete im Januar 1376 die Veröffentlichung einer Bulle Papsts Gregor XI. an, in der Fehler von Ramon Llull verurteilt wurden.
Berenguer d’Anglesola war eng verbunden mit der Kurie von Avignon. Nach der Wahl Benedikts XIII. 1394 zum Gegenpapst nahm Anglesolas Lebensweg eine kopernikanische Wendung. Er entfaltete seine Aktivitäten fast ausschließlich um diesen Gegenpapst herum. Er war kaum noch in seinem Bistum zugegen und leitete dieses durch Vikare. Benedikt XIII. ernannte Berenguer d’Anglesola im Dezember 1397 zum Kardinal. Dieser stand Benedikt XIII. während der Belagerung des päpstlichen Palastes in Avignon durch die Truppen Karl VI. von Frankreich bei. Er war einer der fünf Kardinäle, die ab September 1398 weiter zu Benedikt XIII. standen, als alle anderen von dessen Seite rückten. Er widmete den Rest seines Lebens der Verteidigung der Legitimitätsthesen Benedikts XIII. Er begleitete auch Benedikt XIII. 1408 auf dessen Italien-Reise zum Gegenpapst Gregor XII.
Berenguer d’Anglesola starb am 23. August 1408 in Perpignan, als er sich auf die Teilnahme am Konzil in dieser Stadt vorbereitete. Sein Leichnam wurde nach Girona überführt und in der dortigen Kathedrale beigesetzt. Sein Grabmal, auf dem eine Alabasterbüste des Kardinals zu sehen ist, gilt als eines der bedeutendsten Werke der gotischen Grabskulptur des frühen 15. Jahrhunderts. Es wird dem Barceloneser Künstler Pere Oller zugeschrieben. Diese Grabstätte wurde 1409 beauftragt und im November 1411 fertiggestellt. Zu letztgenanntem Zeitpunkt erfolgte die prachtvolle, zeremonielle Überführung des Leichnams.
Während Umbau- und Renovierungsarbeiten in der Kathedrale stellte man 1976 fest, dass die Grabstätte leer war. Man beschloss daraufhin, diese Grabstätte in die Kapelle des seligen Dominikaners Dalmau Moner innerhalb der Kathedrale zu versetzen. Die Kapelle wurde später der Heiligen Elisabeth gewidmet.